# EU-Meisterschaften 2005 (Boxen)
Die 3. EU-Meisterschaften der Herren im Boxen fanden vom 4. bis 11. Juni 2005 in der italienischen Stadt Cagliari auf Sardinien statt. Vergeben wurden 44 Medaillen in 11 Gewichtsklassen.

## Medaillengewinner
| Klasse                       | Gold               | Silber          | Bronze                             |
| ---------------------------- | ------------------ | --------------- | ---------------------------------- |
| Halbfliegengewicht (– 48 kg) | Alfonso Pinto      | Iulius Poczo    | Krastan Krastanow Łukasz Maszczyk  |
| Fliegengewicht (– 51 kg)     | Sofiane Takoucht   | Andrzej Rżany   | Salim Salimow Don Broadhurst       |
| Bantamgewicht (– 54 kg)      | Detelin Dalakliew  | Daniel Enache   | Özgür Yıldırım Wilhelm Gratschow   |
| Federgewicht (– 57 kg)       | Aleksiej Szajdulin | Daouda Sow      | Vasile Sandu Andrzej Liczik        |
| Leichtgewicht (– 60g)        | Domenico Valentino | Krzysztof Szot  | Filip Palić Frankie Gavin          |
| Halbweltergewicht (– 64 kg)  | Gyula Káté         | Carmine Cirillo | Önder Şipal Mariusz Koperski       |
| Weltergewicht (– 69 kg)      | Neil Perkins       | István Szili    | Borna Katalinić Aleksandrs Sotniks |
| Mittelgewicht (– 75 kg)      | Nikolajs Grišuņins | Gary Barr       | Artur Zwaryc Ronald Gavril         |
| Halbschwergewicht (– 81 kg)  | Kenneth Egan       | Marijo Šivolija | István Szűcs Tony Jeffries         |
| Schwergewicht (– 91 kg)      | Clemente Russo     | Lukas Viktora   | Vedran Đipalo Alexander Powernow   |
| Superschwergewicht (+ 91 kg) | Roberto Cammarelle | Kubrat Pulew    | Csaba Kurtucz Kurban Günebakan     |

## Medaillenspiegel
| Rang   | Nation      | Gold | Silber | Bronze | Gesamt |
| ------ | ----------- | ---- | ------ | ------ | ------ |
| 1      | Italien     | 4    | 1      | –      | 5      |
| 2      | Bulgarien   | 2    | 1      | 2      | 5      |
| 3      | England     | 1    | 1      | 3      | 5      |
| 4      | Ungarn      | 1    | 1      | 2      | 4      |
| 5      | Frankreich  | 1    | 1      | –      | 2      |
| 6      | Lettland    | 1    | –      | 1      | 2      |
| 7      | Irland      | 1    | –      | –      | 1      |
| 8      | Polen       | –    | 2      | 4      | 6      |
| 9      | Rumänien    | –    | 2      | 2      | 4      |
| 10     | Kroatien    | –    | 1      | 3      | 4      |
| 11     | Tschechien  | –    | 1      | –      | 1      |
| 12     | Türkei      | –    | –      | 3      | 3      |
| 13     | Deutschland | –    | –      | 2      | 2      |
| Gesamt | Gesamt      | 11   | 11     | 22     | 44     |